# Сервий Корнелий Сципион Сальвидиен Орфит (консул 149 года)
Сервий Корнелий Сципион Сальвидиен Орфит (лат. Servius Cornelius Scipio Salvidienus Orfitus) — римский государственный деятель середины II века.
Его отцом был консул 110 года Сервий Корнелий Сципион Сальвидиен Орфит. В 149 году Орфит был ординарным консулом вместе с Квинтом Помпеем Сосием Приском. В 163/164 году он занимал должность проконсула Африки. Апулей посвятил Орфиту речь (утерянную) и написал в его честь не дошедшее до наших дней стихотворение.
Его сыном был консул 178 года Сервий Корнелий Сципион Сальвидиен Орфит.